# 野桐蟻粉介殼蟲
野桐蟻粉介殼蟲（学名：Formicococcus macarangae）为粉介殼蟲科蟻粉介殼蟲屬下的一个种。